# Польсько-чехословацький союз

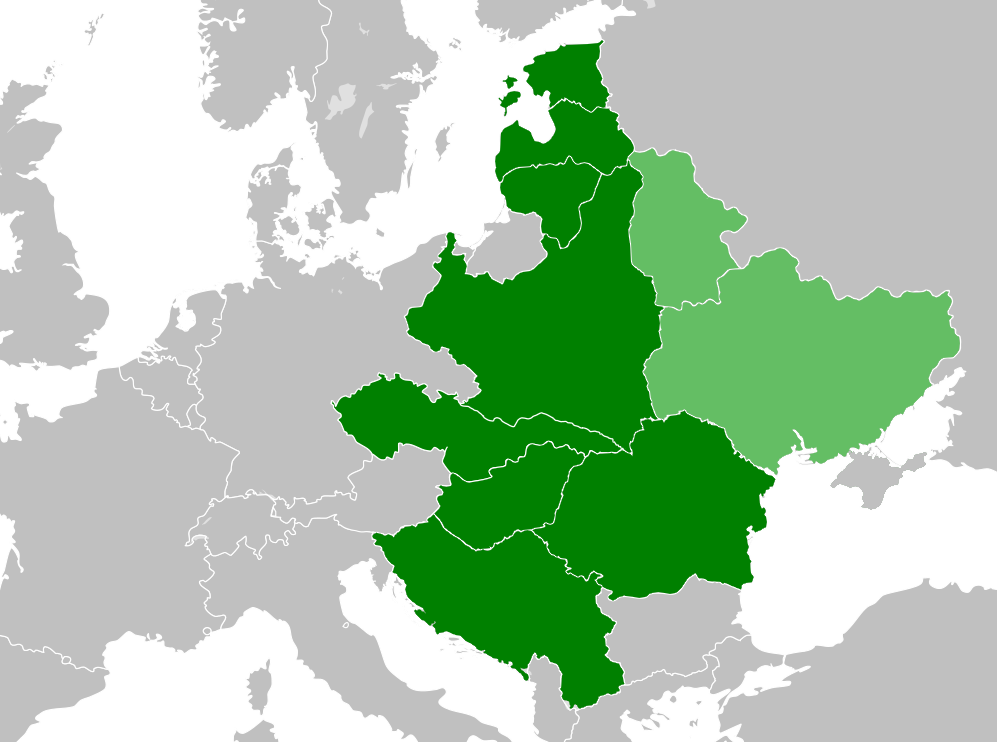
На карті зображена планована територія Міжмор'я. Світло-зелені — білоруські та українські території, з 1921 року належали СРСР

Польсько-чехословацька конфедерація — політична концепція періоду Другої світової війни, яку пропагував уряд Польщі в екзилі. Ця ідея, підтримана британським урядом, посилалася на довоєнні плани створення блоку країн «Міжмор'я». Спочатку до складу конфедерації мали входити Польща, Чехословаччина та Угорщина.
Під час Другої світової війни уряди деяких європейських країн в еміграції робили спроби об'єднатися в союзи, які мали дати їм гарантії безпеки, політичної та економічної стабільності в майбутньому. Федералістські концепції 1920-1930-х років були відроджені і мали шанс бути реалізованими в нових умовах. Багато федералістських проектів можна знайти в програмах польських політичних партій під час Другої світової війни. Такі спроби робили Польща, Чехословаччина, Греція та Югославія. Проєкт польсько-чехословацької федерації (конфедерації) був вступом до відновлення статусу наддержави та значення Польщі в Центральній та Східній Європі. На думку істориків, польсько-чехословацький пакт не мав шансів на успіх. Це було пов'язано, серед іншого, з від антипольської та прорадянської політики, яку проводили чехословацькі політики та від того, що з 1943 р. долю світу вирішувала т. зв. «велика трійка»: Й. Сталін, В. Черчилль і Ф. Д. Рузвельт. Ці політики не хотіли ще одного узурпатора прав на європейські території, як ген. Владислава Сікорського.

## Концепції федерації

### Послання Т.В.Вільсона
Перед обличчям мінливих геополітичних умов ідею об'єднання європейських зусиль просували польські політики. Серед іншого, в планах була використана ідея «самовизначення націй» президента США Томаса Вудро Вільсона. 8 січня 1918 року у посланні до Конгресу Т. В. Вільсон оголосив про створення нової Європи з країнами Балтії, новоствореними державами Центральної Європи та відбудованою польською державою.

### Табір Пілсудського і Романа Дмовського

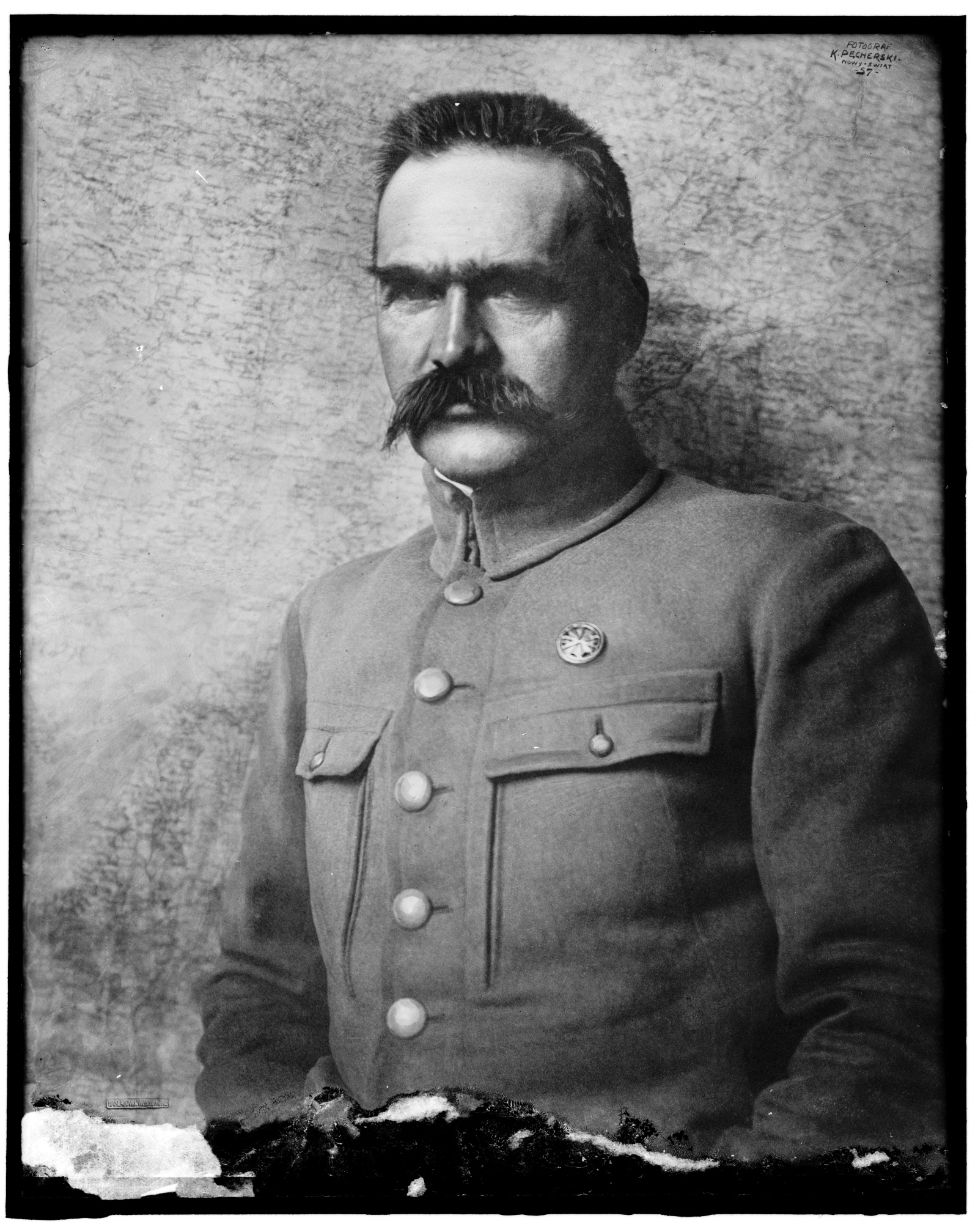
Юзеф Пілсудський

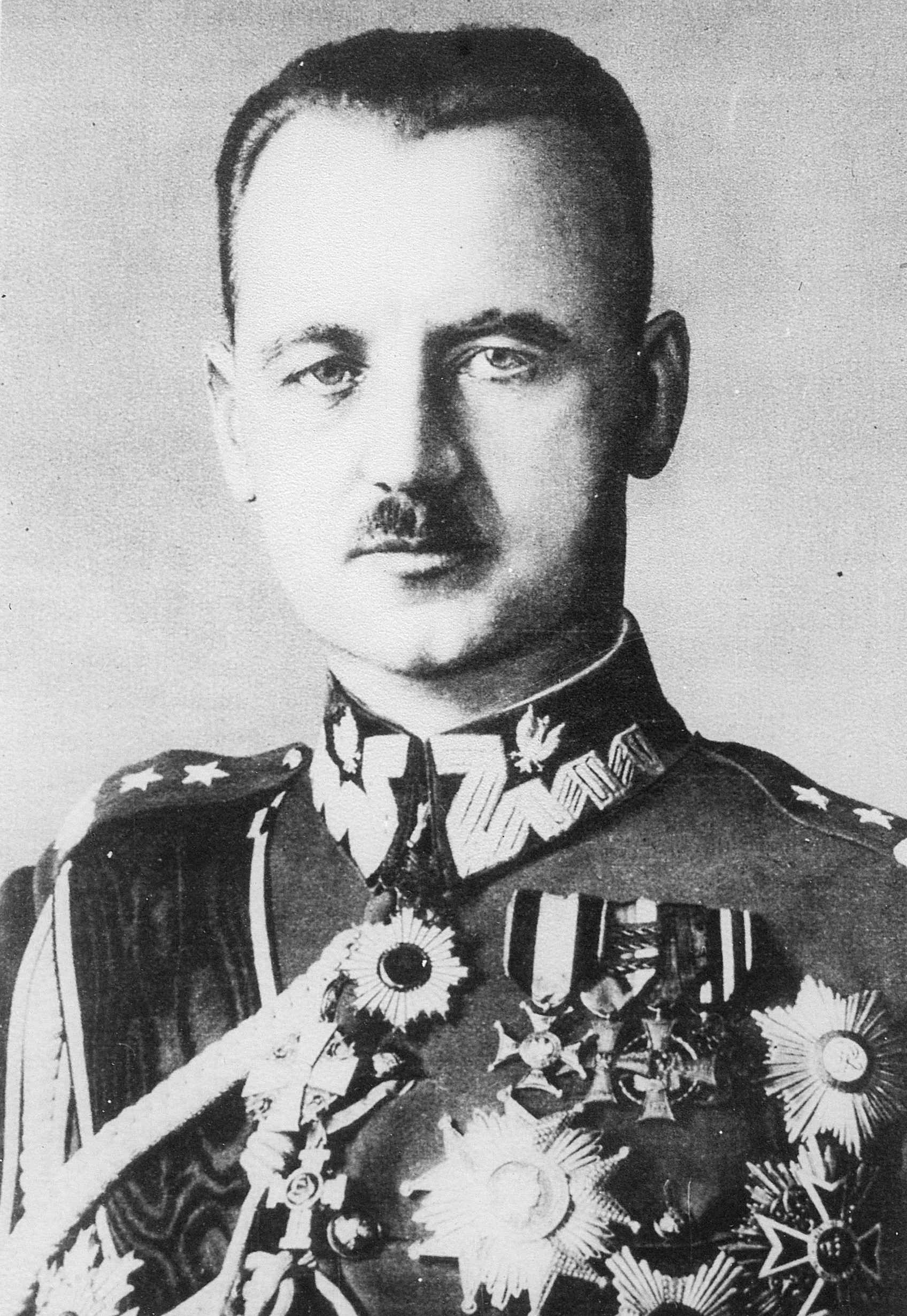
Прем'єр-міністр Другої Польської Республіки Владислав Сікорський

У 1920-х роках виникли концепції створення Сполучених Штатів Центрально-Східної Європи. Цю ідею висунув Ігнацій Ян Падеревський під впливом його безмежної довіри до американської політики. На думку багатьох істориків, концепція діяльності в програмі табору Юзефа Пілсудського була радше ситуативною спробою врахувати поточні події, ніж зрілим політичним планом. Значно пізніше прихильники Ю. Пілсудського, особливо «ППСники» і «визволителі», почали просувати гасла федерації як форми союзу між польською нацією та іншими народами колишнього Великого князівства Литовського. Так народилася легенда про федералізм як основоположне положення політики Ю. Пілсудського та невід'ємну складову його ідеології.
Ю. Пілсудський вважав, що Польщі необхідно гарантувати безпеку її існування в Центральній та Східній Європі та бути пов'язаною реальною спільністю інтересів з країнами зі схожими традиціями. Ті, що мовно та культурно відрізнялися від Польщі, були виключені з планів.
Крім федеративної концепції існувала й друга. Це була концепція інкорпорації, пов'язана з політичною лінією Романа Дмовського (заснування Національної демократичної партії, пов'язаної з Національною лігою). Серед іншого, була проголошена ідея відбудови колишньої багатонаціональної Речі Посполитої в новій формі, де відкидалася політична рівність інших націй і вимагалося привілейоване становище для польської нації. Р. Дмовський відстоював концепцію суто польської держави, яка б охоплювала не більше 1/3 непольських територій (за винятком єврейської меншини). Ідея політика полягала також у полонізації цих територій.

### Федералізм Владислава Сікорського
Подібну ідею об'єднання країн Центральної та Східної Європи в суворо визначений федеральний організм висував і генерал Владислав Сікорський. Основи союзу були закладені під час його перебування на посаді прем'єр-міністра в 1920-х роках.
У проєктованому блоці держав, Сікорський припустив створення архіфедерації, яка об'єднає країни від Балтійського до Егейського моря та створить державу з вирішальною владою в цій частині світу. Ідея була спрямована на тісну політичну та економічну співпрацю між країнами, що мало гарантувати її довговічність. До архифедерації мали увійти Чехословаччина, країни Балтійського блоку (Литва, Латвія та Естонія), Білорусь, Угорщина, Румунія, Югославія, Греція та Болгарія. До неї не входила Україна, очевидно, як можливий конкурент Польщі. Ядром майбутнього союзу мала стати Польща, найбільша з країн Міжмор'я.

### «Міжмор'я» Юзефа Бека
Політика Юзефа Бека, названа (лат.) Intermarium (пол. Intermarium) або Третя Європа, була власною ідеєю польського політика. У середині 1930-х років Ю. Бек докладав зусиль, щоб залучити до свого плану країни Балтії зі Швецією та Фінляндією. У своїх припущеннях міністр виступав проти радянських проєктів, спрямованих на створення так званої системи колективної безпеки в цьому регіоні. Плани Ю. Бека не включали Чехословаччину.
Фундаментальну роль у концепції Третьої Європи, окрім країн Балтії, мали відігравати країни Південно-Східної Європи, такі як Румунія, Угорщина разом із Підкарпатською Руссю, Югославія, Італія та Туреччина. Міністр Ю. Бек не мав достатньої економічної та військової підготовки, щоб реалізувати свої наміри на практиці, навіть в умовах, коли Чехословаччина була анексована Третім Райхом.

### Федеральні проекти Т. Масарика та М. Годжі
Політичні ідеї щодо тіснішої польсько-чехословацької співпраці можна також знайти в дипломатичних нотатках чеських і словацьких політиків. У 1917 році Т. Масарик, пізніше президент Республіки Чехословаччина, припустив створення чехословацько-польського союзу. У 1939 році подібний проєкт представив у Парижі словацький політик Мілан Годжа, колишній прем'єр-міністр чехословацького уряду. М. Годжа виступав за створення польсько-чесько-словацького союзу. Гарантією цього мало стати збереження автономії Словаччини. Спочатку ці політики не висували плану ширшого союзу (федерації), який би включав деякі європейські країни, обмежуючись ідеєю союзу, що складався б з двох (або трьох) держав: Польщі та Чехословаччини, або Польщі, Чехії та Словаччини.
Ідеї М. Годжі змінилися після початку Другої світової війни, коли він представив план колективної безпеки в Центральній і Східній Європі у своєму меморандумі від 28 жовтня 1939 року. Він запропонував федерацію у складі Польщі, Чехословаччини, Австрії, Угорщини, Югославії, Румунії та Болгарії, де основний акцент робився на економіці. Повторна спроба представити свій проект відбулася в 1942 році, після того, як він оселився в США роком раніше. Словацький політик запропонував центральноєвропейську федерацію як противагу сильнішим державам — СРСР і Третьому Рейху.

### Позиції польських політичних партій
Ідея федерації була підтримана основними польськими політичними партіями, окрім комуністів. Останні виступали за Європу, що складається з «народних республік» за зразком СРСР (наприклад, краківська організація комуністів «Польська народова»). До них належали і прихильники федерації:
- Союз польських синдикалістів — у його програмі можна знайти федералістські ідеї, в яких містився заклик до Ягеллонської ідеї, в той час як тісні зв'язки: польсько-чехословацькі та центральноєвропейські були на другому плані. Передбачалося включення до Польщі Східної Пруссії, частина Західної Пруссії, Нижньої Сілезії, Опольської Сілезії, України, Білорусі i Литви. Заохочувався розвиток національних культур на рівноправному рівні. Передбачалося вигнання німців з приєднаних територій та взаємні територіальні поступки для анулювання старих суперечок, наприклад Волинь на користь України зі збереженням Львова або Віленщини на користь Польщі. Федерація чотирьох держав мала вирішувати культурні, соціальні та економічні питання[20]. Щодо тіснішого польсько-чесько-словацького союзу, який розглядався як противага радянськомуімперіалізму та нацизму Третього Рейху, постулювалося, що історичні помилки мають бути виправлені, а питання Тешинської Сілезії вирішене на взаємовигідній основі. З іншого боку, Сполучені Штати Центральної Європи мали стати блоком держав між Балтикою та Адріатичним і Чорним морями. Програма передбачала розпочати трансформацію цієї частини Європи з відмови від імперіалістичних територіальних тенденцій. Йшлося про соціальну та культурну спільноту (1940)[21].
- Польські соціалісти, які об'єднували лівих соціалістів, у своїх деклараціях передбачали загальноєвропейську федерацію в рамках справедливо влаштованої європейської федерації (1941)[22].
- Активісти колишньої Національної робітничої партії натякали на федерацію, союз з Чехословаччиною, Угорщиною та Литвою на чолі з Польщею. Вони також не виключали створення Польського Союзу з суворо імперською політичною системою, який у майбутньому відіграватиме «історичну роль у світовій цивілізації». Передбачалося злиття західної та східної культур зі збереженням християнських цінностей (1941)[23], тоді як Нова Польща в цій концепції федерації віддавала перевагу формі корпоративної системи з імперськими (наддержавними) польськими тенденціями, в якій приватна власність повинна була відігравати головну роль[24].
- Союз відновлення республіки передбачав невизначену спільноту слов'янських держав, в якій Польща мала відігравати творчу і першопрохідницьку роль, повернувшись чолом до Заходу (1942 р.). Ширше ідею союзу слов'янських держав висунув Польський рух за об'єднання слов'ян, який у своїх деклараціях створив концепцію федерації слов'янських держав, заснованої на реальних політичних засадах, партнерській співпраці, позбавленій націоналістичного шовінізму. Співпраця із західними державами мала створити принцип «рівного з рівним і вільного з вільним». Тільки така концепція, як вважалося, гарантувала вільний і неухильний розвиток економіки. Насамперед пропонувалося укласти військово-економічний союз і створити Рух за об'єднання слов'ян (1942[25]).
- Табір Воюючої Польщі проголосив створення федерації на основі територій Східної Пруссії, Щецинського Помор'я, Сілезії, включаючи Україну, Білорусь, Литву, Чехію, Словаччину, Угорщину та інші країни, визнаючи верховенство Польщі в цьому об'єднанні. Також було задекларовано союзи з Великою Британією, Францією, Туреччиною та скандинавськими державами (1942)[26].
- Католицьке угруповання Фронт відродження Польщі базувало свої концепції на ідеї слов'янських держав у складі єдиного блоку центральноєвропейських держав з наддержавним характером (1942 р.). Інше католицьке угруповання, Союз, з метою нейтралізації німецької небезпеки, пропонувало об'єднати демографічно та економічно сильну Центральну Європу в єдиний політичний організм, який мав стати головним стратегічним центром. Це мав бути морально-політичний організм, головним ядром якого мала стати Польща. Територіально він мав охоплювати землі на заході до Одри і Ниси-Лужицької, на півночі від гирла Одера до Клайпеди, а далі Литву, Білорусь, Україну, а також Латвію та Естонію. Відправною точкою була б польсько-чехословацька конфедерація. Було запропоновано федерацію зі спадковою монархією, де панувала б рівність і толерантність за принципом «вільний з вільним і рівний з рівним», що охоплювала б до 100 мільйонів населення, пропагувала б усі християнські цінності і відмовлялася б від гегемонії (1942)[27].

У 1943—1944 роках подібні федералістські концепції можна знайти в програмах інших політичних партій. Однак вони вже не мали великого значення через крах і припинення переговорів про польсько-чехословацьку конфедерацію в першій половині 1943 р. Ці плани були в підвішеному стані: Союз польських патріотів, Польський національний комітет, Національне представництво партій, Селянська організація свободи — Рацлавіце (1943), Рада національної єдності і Робітнича партія (1944).

## Федерація чи конфедерація?

### Від К. Скірмунта до Д. Бека

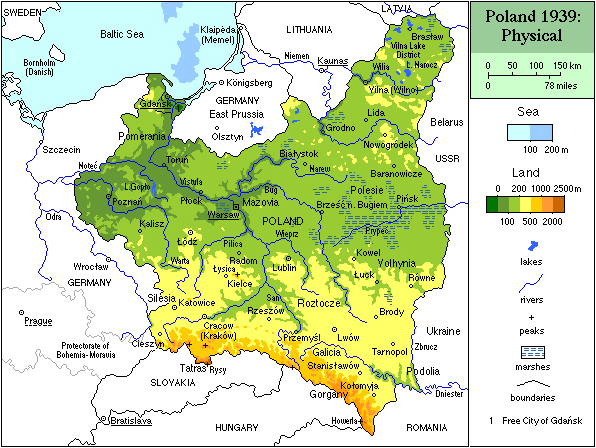
Друга Польська Республіка, фізична карта, 1938—1939 рр

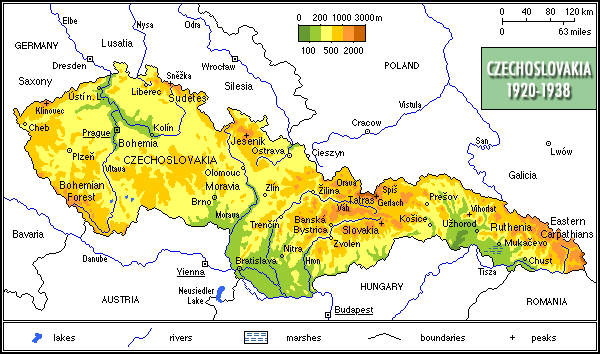
Чехословаччина, фізична карта, 1920—1938 рр

Спроби двох екзильних урядів Польщі та Чехословаччини створити федерацію сягають корінням у 1920-ті роки. Першою ознакою зближення між двома державами став пакт Скірмунта-Бенеша, підписаний у Празі 6 листопада 1921 року, метою якого було забезпечення нейтралітету у випадку конфлікту з третьою країною. Цей пакт гарантував недоторканність кордонів одна одної, зобов'язуючи поляків до (фр.) désintéressement (пол.: нейтралітету) у словацьких справах, а Чехословаччину — не втручатися в українські справи у Східній Галичині. Пакт не набув чинності через подальші прикордонні суперечки з Чехословаччиною. Лише завдяки діяльності Г. Штреземана, яка призвела до укладення Локарнського пакту, змінила ставлення до контактів Польщі з Чехословаччиною. Польщі загрожував німецький ревізіонізм у прикордонних питаннях, а Прага побоювалася аншлюсу Австрії.
Польща намагалася налагодити контакти з Чехословаччиною у військовій сфері між 1926 і 1927 роками. Хоча співпраця на рівні технічного персоналу тривала до 1935 року, сама військова конвенція була неприйнятною для чехів. У 1935 році у польсько-чехословацьких відносинах стався сильний дипломатичний розрив. Причиною стали звинувачення з боку Республіки Польща у жорстокому поводженні з польським населенням у Тешинській Сілезії. Такий стан справ загострився, коли чехи підписали союзний договір з СРСР.
Заключним етапом діяльності польської дипломатії перед Другою світовою війною стала «мюнхенська» справа 29 вересня 1938 року. Після пред'явлення ультиматуму 2 жовтня 1938 року поляки окупували Заолжя разом із Чадецькою землею, збільшивши площу країни на 966 км². З травня 1938 р. Заолзьке питання розглядалося на переговорах нарівні з судетським питанням. Чехи погодилися на територіальні поступки за взаємною згодою з Польщею.

### Зближення урядів у вигнанні
Рішенням польського уряду від 25 вересня 1939 року було створено польський уряд у вигнанні у Франції (30 вересня 1939 року), який 17 червня 1940 року було перенесено до Великої Британії. Чехословацький уряд у вигнанні також був створений на британській землі — 21 липня 1940 року.
Зближення між двома урядами мало дві причини. Першою була невдала спроба державного перевороту 18 липня 1940 року, інспірована людьми Пілсудського на чолі з генералом К. Соснковським, міністром закордонних справ А. Залеським і президентом В. нрачкевичем. Він був спрямований проти коаліції урядової більшості, зосередженої навколо прем'єра Владислава Сікорського. Однією з причин зміцнення позицій прем'єра могло стати зближення з чехословацьким урядом. Другою причиною, з іншого боку, була пропозиція лондонських торі про тіснішу федерацію Польщі, Чехословаччини та Угорщини.
Перша зустріч державних діячів: В. Сікорського та Е. Бенеша відбулася 10 вересня 1940 р. Переговори стосувалися майбутнього федеративного об'єднання двох держав і представлення позицій урядів. На думку спостерігачів, це була радше робоча зустріч, ніж офіційна дипломатична нота. Позиція В. Сікорського щодо майбутньої федерації збігалася з програмними тезами польського уряду в Лондоні (додаток № 4 від 15.08.1940 р.), з яких випливало, що польський прем'єр підтримує національно-визвольні прагнення словаків і збереження розчленування республіки, здійсненого Третім Рейхом, що було неприйнятним для чехословацької сторони.
Для Е. Бенеша федерація була частиною його політики, стійкість якої він вбачав у подальшій співпраці з СРСР. Останній проводив антипольську та прорадянську політику. Після радянської агресії проти Польщі 17 вересня 1939 року він зустрівся з радянським послом у Лондоні Іваном Майським. Він висловив своє схвалення нападу СРСР на Польщу і бажання зблизити свою країну з Кремлем. Польський raison d'etat відкинув ідею об'єднання з Радянським Союзом, що спричинило розбіжності у подальших домовленостях В. Сікорського з Е. Бенешем. Однак чеський політик бачив, що баланс сил у Європі, який складався, у майбутньому зробить СРСР провідною країною в Центрально-Східній Європі. Е. Бенеш залишався обережним у ставленні до В. Сікорського, зберігаючи таким чином свободу маневру щодо нової Польщі, хоча, з іншого боку, розумів, що без вільної Польщі ніколи не буде вільної Чехословаччини (вислів Яна Масарика). Незважаючи на розбіжності у поглядах, він вважав зближення з Польщею доцільним.

### Декларація 11 листопада 1940р

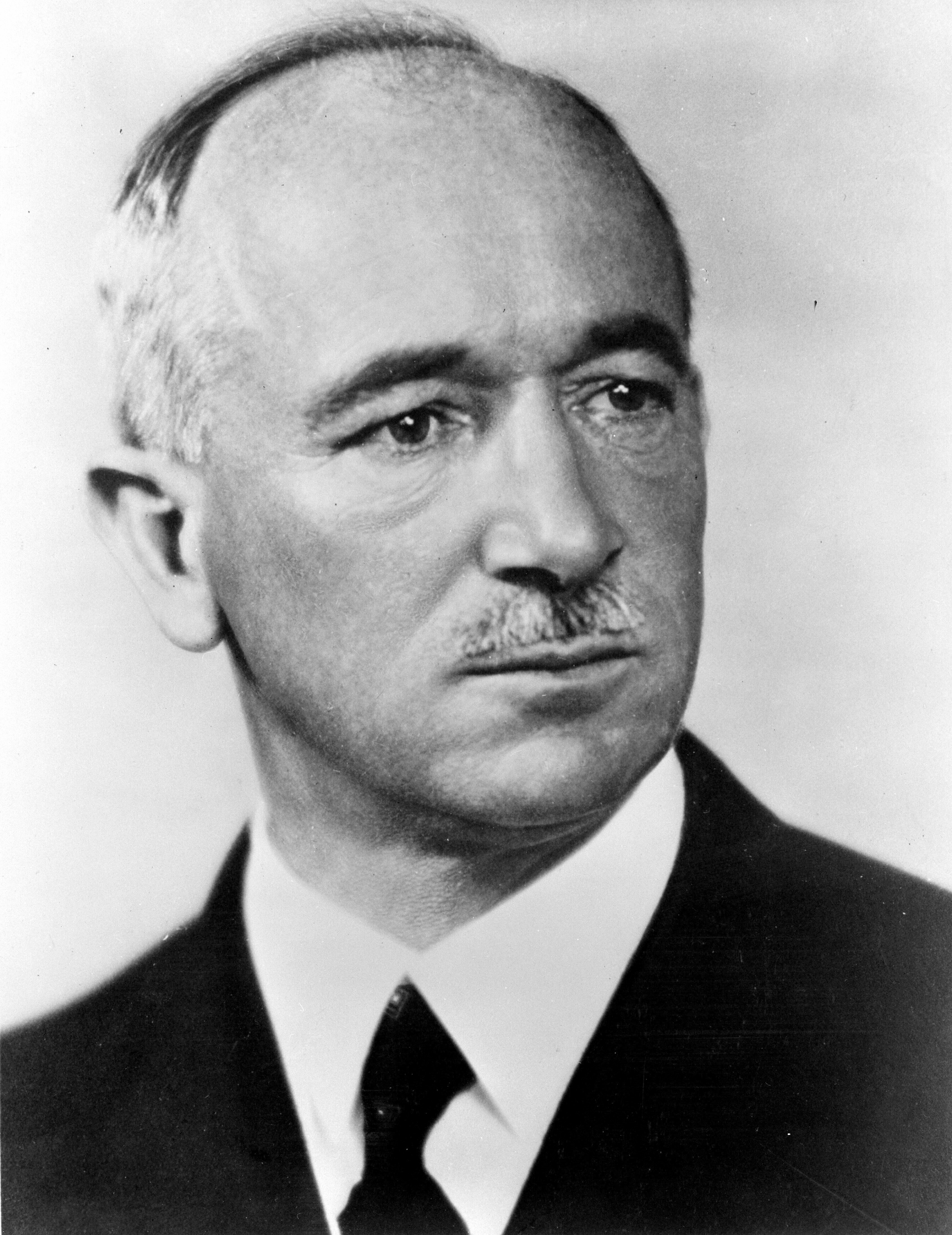
Президент Чехословаччини в екзилі Едвард Бенеш

До оголошення декларації від 11 листопада 1940 р. відбулося кілька зустрічей, на яких обговорювалася майбутня співпраця. 17 жовтня 1940 р. Е. Бенеш висунув конкретні пропозиції, які були незрозумілі польській стороні, зокрема щодо меморандуму від 1 листопада 1940 р. Чеський політик запропонував конфедерацію sui generis, а не федерацію як об'єднання. На думку польських політиків, конфедерація, на відміну від федерації, є тимчасовим союзом, який може бути розірваний у будь-який момент. Це розглядалося як загроза майбутній співпраці контактів і самій природі союзу .
Меморандум складався з трьох частин. Перша — «Основні принципи та головна мета» — містила вступ до теми. У другій частині Е. Бенеш постулював необхідність вивчення соціально-економічних структур та їхніх майбутніх відносин з країнами Західної Європи, а також вироблення загальної політики щодо СРСР. Третя частина стосувалася поточних питань, надання регулярної взаємної інформації про дипломатичні та військові події. Меморандум був складений французькою мовою.
3 грудня 1940 року генерал В. Сікорський подав відповідь на меморандум Е. Бенеша, в якій також була представлена позиція польського уряду. В. Сікорський заявив, що добросусідські відносини між Конфедерацією і Радянським Союзом не повинні призводити до примирення чи покірних відносин, а виражати позицію обох урядів і Федеральної Ради, надаючи Радянській Росії вибір — дружба чи спільний опір комунізації їхніх урядів.
11 листопада 1940 року в Міністерстві інформації Великої Британії відбулася прес-конференція. Текст декларації опубліковано англійською мовою. Документ містив, серед іншого: що … «Польща і Чехословаччина завершують період старих образ і суперечок раз і назавжди. Беручи до уваги спільність своїх основних інтересів, після закінчення війни вони мають намір увійти одна з одною, як незалежні та суверенні держави, що стане основою нового порядку речей у Центральній Європі та запорукою його сталості».

### Координаційний комітет

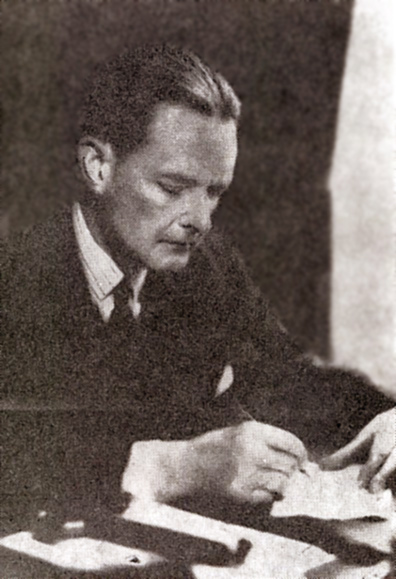
Посол Республіки Польща в Лондоні Едвард Рачинський

23 грудня 1940 року до координаційного комітету з чехословацького боку були призначені: Ян Масарик, міністр закордонних справ, Губерт Ріпка, державний секретар пропаганди та Юрай Славік, міністр внутрішніх справ. З польського боку Едвард Рачинський, А. Залеський, ген. К. Соснковський, Станіслав Стронський, священик Зигмунт Качинський і Маріан Сейда. Цей союз, як було задекларовано, розпочав свою діяльність у січні 1941 р. Координаційний комітет розпочав підготовчі дослідження для майбутньої конфедерації. У сфері своєї діяльності він займався повсякденною роботою з питань зовнішньої політики, інформації, військових справ та культури.
12 лютого 1941 року було порушено питання польсько-чехословацького кордону. Взаємні очікування у вирішенні конфлікту не дали результату. Польська сторона визнавала державу до 1 вересня 1939 р., чеська — до 28 вересня 1938 р. Було вирішено, що саме вони мають стати предметом майбутніх переговорів. Однак угода не мала взаємної довіри і на практиці означала розрив партнерських і дипломатичних відносин.
У середині 1941 року місії МЗС Польщі та Чехословаччини отримали ноти, в яких повідомлялося про встановлення контактів і створення польсько-чехословацького об'єднання, а також про створення Координаційного комітету. Вони також були поінформовані про підготовку ресурсів і правових проектів для федерації двох держав. У виданих інструкціях також рекомендувалося проводити інформаційно-пропагандистську діяльність.
Робота над конституційним актом була зірвана після підписання Угоди Сікорського-Майського 30 липня 1941 року. На знак протесту з польського уряду вийшли: ген. К Соснковський, А. Залевський і М. Сейда. На міжнародній арені ця ситуація виставляла поляків у невигідному світлі. Нарешті Політичний комітет міністрів підготував проєкт конституційного акта. Його подання відкладено на невизначений термін. Ймовірно, йшлося про підготовку нових політичних засад майбутнього союзу.

#### Проєкт конституційного акту Союзу Польщі та Чехословаччини
Проєкт конституційного акту було включено до документа «Принципи конституційного акту Союзу Польщі та Чехословаччини». Він містив 14 пунктів, які широко представляли проект майбутньої спільної діяльності в різних сферах життя: політичній, економічній та соціальній. Документ включав:
- Розділ І — Заснування Союзу, вступ до Союзу, повноваження Союзу, що складається з двох пунктів, які стосуються набуття частини суверенних прав і компетенції Союзу.
- Розділ II — Органи Асоціації, до складу яких входить пункт від 3 до 8, де подано проект політичних засад майбутнього союзу.
- Розділ III — Діяльність Союзі, яка складалася з пунктів з 9:00 до 14:00, широко обговорюючи діяльність у сфері зовнішньої політики, захисту союзу, економічних питань (включаючи торгівлю товарами та платежів), зайнятості, податків, зв'язку, питань морського судноплавства, економічного та соціального законодавства, союзу казначейство, загальні правила та зміни конституційного акта[56].

### Зміна фронту
22 червня 1941 року Німеччина напала на СРСР. На європейській арені відбулися кардинальні зміни. 18 липня 1941 року чехи підписали угоду з СРСР (угоду Майського-Масарика) — на шостий день після британців. Чехословаччина опинилася в ідеальній ситуації — як міст між Сходом і Заходом Європи. Е. Бенеш легко отримав схвалення своїх планів, поінформувавши І. Майського про те, що він не укладав жодних угод з Великою Британією. І. Майський, що не бере на себе жодних зобов'язань перед урядом В. Сікорського. На відміну від поляків, він бачив майбутній союз як своєрідну конфедерацію, а не федерацію.
У таборі Пілсудчиків розгорнулася кампанія проти В. Сікорського після підписання ним так званого пакту Сікорського-Майського 30 липня 1941 р. Пропаганда, що велася табором, стосувалася великодержавних прагнень прем'єр-міністра. Було видано багато назв підпільних брошур, з яких можна було дізнатися про ставлення до концепції федерації. Генерал В. Сікорський вважався зрадником, який порушив польський сенс існування.

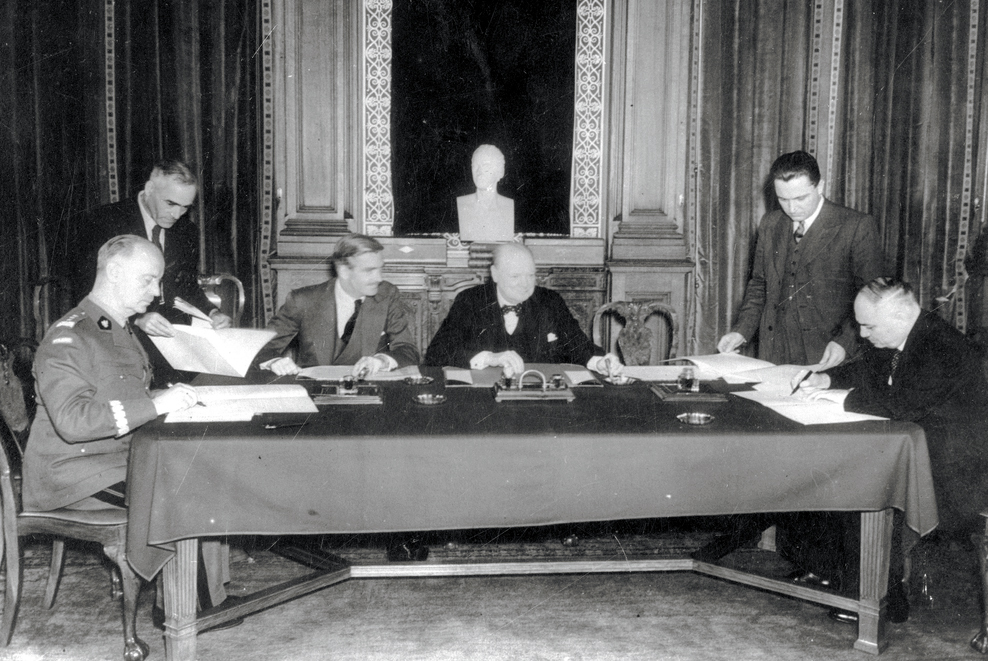
Пакт Сікорського — Майського. Зліва: В. Сікорський, Е. Іден, В. Черчілль та І. Майський.

Зміна фронту і створення нової політичної думки, спрямованої на СРСР, надовго призупинили роботу Координаційного комітету. Це не означало, що всі контакти були розірвані. Вони активізувалися через дипломатичні ноти. Відновилася дискусія про територіальні зміни (справа Заолжя). Польща не визнавала чехословацьких вимог щодо повернення питання кордонів до 28 вересня 1938 року.
Питання польсько-чехословацьких кордонів повернулося до дискусії після меморандуму, надісланого Е. Бенешем до польського уряду 27 жовтня 1941 р. Е. Бенеш зазначив, що польський прем'єр-міністр зняв з себе відповідальність за політику Я. Бека, оскільки вона була основним фокусом польсько-чехословацьких відносин 1930-х років. На думку багатьох істориків, меморандум був агресивним щодо генерала В. Сікорського. У своїй відповіді польський прем'єр-міністр, серед іншого, наголосив, що комітети повинні відмовитися від подальшого обговорення прикордонного питання, оскільки це унеможливлює подальшу співпрацю, ще раз давши зрозуміти Е. Бенешу, що питання Заолжя є закритим питанням.

### Рада планування Центральної та Східної Європи
14 січня 1942 року під час конференції Міжнародної організації праці в Нью-Йорку представники урядів Чехословаччини, Польщі, Греції та Югославії, а також робітники та роботодавці підписали спільну декларацію про створення Ради планування Центральної та Східної Європи. Його метою була підготовка економічної, соціальної та освітньої реконструкції регіону. Генеральним секретарем став польський політичний діяч Фелікс Гросс, а головою Ради — міністр реконструкції Югославії Сава Касанович.
15 січня 1942 року уряди Греції та Югославії у вигнанні підписали Угоду про партнерство (Спільну декларацію про Балканський союз). Вона передбачала створення виконавчого комітету, який займався політичними, економічними та військовими питаннями.
В. Сікорський запропонував створити фронт проти німців на Балканах і заснувати польське представництво на звільнених територіях. Британська ініціатива охопити своїм впливом Центральну та Південно-Східну Європу була сприйнята. У спільному комюніке Польщі та Чехословаччини, посилаючись на цю угоду, висловлювалося переконання, що «безпека і процвітання регіону, розташованого між Балтійським і Егейським морями, певною мірою залежить від співпраці двох конфедерацій».
Й. Сталін виступав проти планів об'єднання держав, критикуючи, серед іншого, будь-яку ідею незалежного балканського союзу. Натомість його ідеї передбачали створення трьох менших конфедерацій: югославсько-болгарсько-албанської, польсько-чесько-словацької та угорсько-румунської. Й. Сталін вважав, що менші державні об'єднання він зможе в майбутньому підпорядкувати своїй волі.

### Загальний протокол

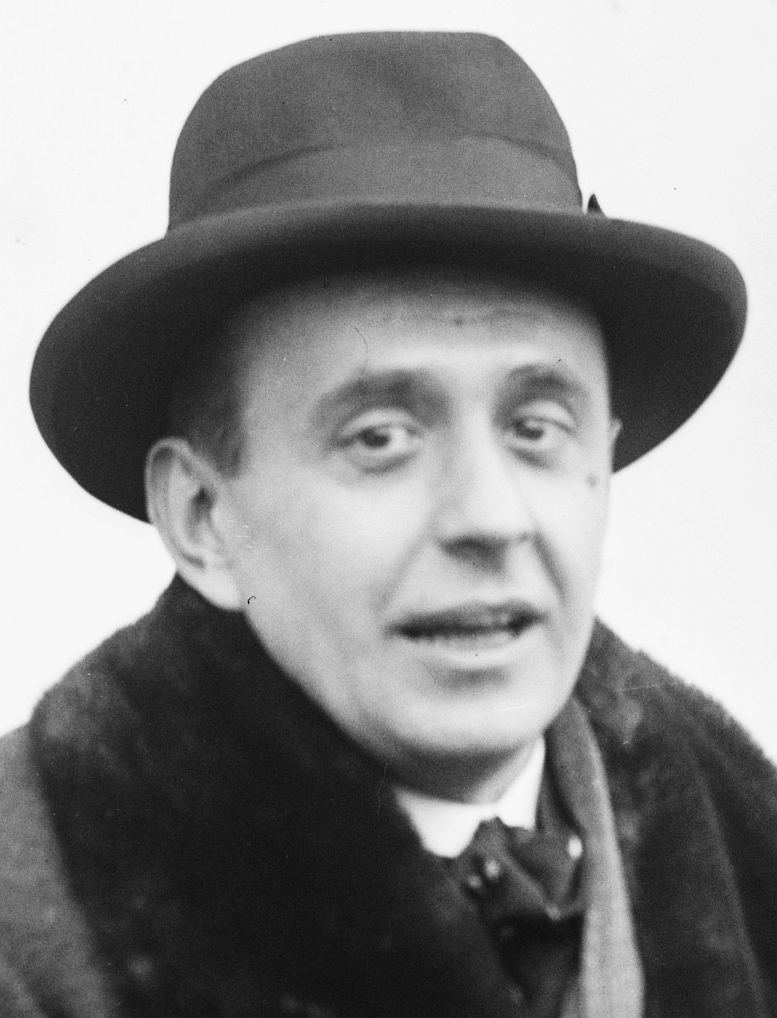
Міністр закордонних справ Чехословаччини Ян Масарик

Обидва уряди підготували проект майбутнього польсько-чехословацького союзу. Польський проект містив положення про створення федеративного союзу, який включав би Угорщину, Литву і, можливо, Румунію. Чехословацька контртеза, з іншого боку, містилася в «Основних принципах польсько-чехословацької конфедерації». Розбіжності виникли не стільки через питання інтерпретації союзу, скільки через його назву. Польський raison d'état представляв проект створення наднаціонального союзу, тоді як чехи бачили модель міжнародної конфедерації.
Поляки пропонували федеративну державу з єдиною дипломатичною (зовнішньополітичною) службою та армією, але з внутрішньою митницею. Чехи, з іншого боку, пропонували союз двох держав з інституційною та політичною окремішністю. Зовнішня, військова та економічна політика мали бути скоординованими. Мав бути укладений митний союз.
Польсько-чехословацький пакт був підписаний 19 січня 1942 року, а 23 січня 1942 року було офіційно оголошено протокол, що складався з 14 пунктів.
- Перший пункт представляв позицію обох урядів щодо розширення конфедерації за рахунок країн, пов'язаних з життєво важливими інтересами Польщі та Чехословаччини[71]. Метою конфедерації було «забезпечення спільної політики в галузі закордонних справ, оборони, соціальних справ, транспорту, пошти і телеграфу».
- Пункти з четвертого по дев'ятий проголошували узгоджену політику у сфері зовнішньої торгівлі та тарифів, передбачалося створення митного союзу, узгоджувалася монетарна політика, фінансова політика, спільне планування розвитку та управління залізничним, автомобільним, водним та повітряним транспортом. Крім того, передбачалася координація соціальної, освітньої та культурної політики.
- Десятий та одинадцятий пункти передбачали лібералізацію громадянських свобод у питаннях проживання, перебування, безвізового пересування. Також передбачалося визнання дипломів і судових рішень. Єдині національні питання мали залишатися у віданні держав, що утворюють конфедерацію.
- Дванадцятий пункт стосувався конституцій окремих штатів, які мали гарантувати «свободу совісті, особисту свободу, свободу освіти, свободу слова, свободу об'єднань», крім того, рівність громадян перед законом, вільний доступ до виконання державних функцій, незалежні суди. Вільно обрана законодавча влада повинна була здійснювати контроль над федеральним урядом.
- Пункт тринадцятий підкреслював необхідність створення федеральних органів конфедерації.
- Пункт чотирнадцятий стосувався спільно понесених витрат на утримання конфедерації[72][73].

24 лютого 1942 р. Сікорський, відкриваючи першу сесію ІІ Національної Ради, зачитав урядову декларацію. Його фрагменти свідчили про те, що «державний устрій буде заснований на демократичних принципах (…). Повинна бути створена сильна виконавча влада, здатна захистити державу від будь-яких ворожих намірів, як ззовні, так і зсередини (…) і забезпечити населенню право голосу в управлінні державними справами через місцеве, економічне та професійне самоврядування».
Отже, було три основні документи, які становили ядро майбутньої конфедерації цього регіону:
1. Польсько-чехословацький пакт 1942 р., який був проголошенням майбутньої польсько-чехословацької конфедерації,
2. Угода про Балканський союз того ж року, яка була проголошенням післявоєнного федеративного союзу балканських держав,
3. Декларація, підписана під час конференції Міжнародного бюро праці, що є сполучною ланкою між цими угодами[63][65].

## Крах ідеї співробітництва
Все вказувало на те, що спільно підписаний польсько-чехословацький протокол (угода) буде представляти великий інтерес для західних країн. Сполучені Штати та СРСР були стурбовані позицією польського прем'єр-міністра узурпувати право вирішувати майбутнє Центральної та Східної Європи. Американці висловлювали побоювання, що сепаратистські кроки польського прем'єр-міністра можуть порушити відносини з СРСР, якщо він стане на бік Польщі, і таким чином завдадуть шкоди Радам в очах США. Американські політики не хотіли брати до уваги ще одного узурпатора прав на європейські території. Тут більше враховувалися інтереси та вимоги СРСР. Натомість Радянський Союз, який ще не виробив свого погляду на Центрально-Східну Європу, був сповнений рішучості зберегти всі територіальні здобутки і не терпіти незалежного польського уряду. Таке ставлення проявилося у спеціальних дипломатичних нотах і вето, яке Кремль наклав 16 липня 1942 року на пропозицію Е. Бенеша щодо конфедерації двох держав. Е. Бенеш все ще намагався врятувати ситуацію через невизначений радянсько-польсько-чехословацький союз, який був неприйнятним для поляків.

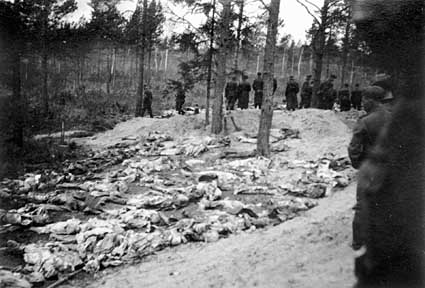
Братська могила в Катині. Ексгумація — 1943 рік

Проекти конфедерації почали руйнуватися 5 серпня 1942 р. Знову постало мюнхенське питання, яке було активізоване обміном листами між Ріпкою та Строньським. Однак 17 серпня 1942 року відбулася зустріч між Е. Бенешем і Й. Масариком, з одного боку, та В. Сікорським і Е. Рачинським, з іншого. Рачинський — з іншого. Польські дипломати запропонували підписати конфедеративний договір. Наступного місяця, тобто 24 вересня, польська сторона надіслала Й. Масарику проект декларації про майбутню конфедерацію двох країн. Чехословацька сторона прийняла проект, але вже в листопаді 1942 року Е. Бенеш підірвав ідею конфедерації. Бенеш підірвав ідею конфедерації. Натомість було запропоновано укласти з Польщею союзний договір на 20 років (формально це відбулося 20 листопада 1942 року).
Співпраця обох урядів припинилася через кілька місяців, коли 25 січня 1943 р. Дж. Масарик поінформував польського посланника при чехословацькому уряді, що Кремль виступає проти не лише польсько-чехословацької конфедерації, а й проти системи союзу. E. Бенеш був вільний відмовитися від проголошених планів двосторонньої співпраці з польською стороною і спрямувати свою увагу на укладення союзу з СРСР. 10 лютого 1943 року Г. Ріпка повідомив про позицію уряду Державну раду, яка вирішила, що не братиме участі ні в чому, що будь-яким чином було б спрямоване проти Радянського Союзу. У березні 1943 року польська нота звинуватила чехословацький уряд у відмові від своїх пропозицій.
Тим часом Йосип Сталін розірвав дипломатичні відносини з Польщею, що офіційно відбулося 25 квітня 1943 року. Приводом була співпраця польської сторони з німцями у розшуку виконавців злочинів проти польських офіцерів, убитих у Катині. Через напружені відносини між Кремлем і польським урядом чехословацький уряд скористався ситуацією, щоб припинити переговори про майбутню конфедерацію. 17 травня 1943 року Й. Масарик повідомив Е. Рачинського про припинення будь-якої роботи в комісіях між Польщею та Чехословаччиною.

### Дослідження
- Albert A., Historia Polski 1914—1939, Warszawa 1995, ISBN 978-83-01-10677-5.
- Batowski H., Terytorium państwa Czechosłowacji, [w:] Przegląd Zachodni, nr 5-6, 1950.
- Fierlinger Z., W czechosłowackich służbach, T.II, Praha 1951.
- Piłsudski J., Pisma zbiorowe, T. IV, Warszawa 1937.
- Kamiński M. K., Zarys polityki zagranicznej rządu RP na obczyźnie 1939—1945, [w:] Błażyński Zb. (pod red.), Władze RP na obczyźnie podczas II wojny światowej London 1994.
- , Tadeusz Kisielewski;, "Federacja Środkowo-Europejska"
- Korpalska W., Władysław Eugeniusz Sikorski, Wrocław 1981, ISBN 83-04-00901-3.
- Kozeński J., Czechosłowacja w polskiej polityce zagranicznej w latach 1932—1938, Poznań 1969.
- Łojek J., Federalizm, antysocjalizm i doktryna narodowa, [w:] Kalendarium Historyczne, cz. 227, Warszawa 1994, ISBN 83-7001-856-4.
- Państwowy Instytut Spraw Międzynarodowych, Sprawa Polska w czasie drugiej wojny światowej na arenie międzynarodowej, Warszawa 1965.
- Pastusiak L., F.D. Roosevelt a sprawa polska, Warszawa 1981, ISBN 83-205-4400-9.
- Piłsudski J., Pisma zbiorowe, T. IV, Warszawa 1937.
- Pobóg-Malinowski Wł., Najnowsza historia polityczna Polski 1939—1945, Gdańsk 1990, ISBN 83-85130-29-2.
- Pobóg-Malinowski Wł., Polska i Czechosłowacja — gdzie tkwią przyczyny rozdźwięku polsko-czechosłowackiego, Praha 1935.
- Sadowski J., Polscy federaliści i konfederaliści w czasie II wojny światowej. Studia Europejskie — nr 3/2005, cz. I, Warszawa 2005, ISBN 83-7363-284-0.
- Stanisławska St., Korespondencja w sprawie konfederacji polsko-czechosłowackiej w latach 1940—1943. Studia z najnowszych dziejów powszechnych, Warszawa 1963.
- Strumph-Wojtkiewicz St., Władysław Sikorski, Warszawa 1981, ISBN 83-207-0454-5.
- Terlecki O., Generał Sikorski, T. I, Kraków 1983, ISBN 83-08-01360-0.
- , Maria Turlejska;, "Spór o Polskę"
- Walworth A., Woodrow Wilson American Prophet, T. I, New York 1953.
- , Piotr S Wandycz, "Polska a Zagranica, dwie próby stworzenia związków regionalnych w Europie Wschodniej"
- Wapiński R., Władysław Sikorski, Warszawa 1978.
- Wasilewski L., Józef Piłsudski, jakim go znałem, Warszawa 1935.

### Веб-джерела
- Kornat M., Realna koncepcja czy wizja ex post?. Polska idea «Trzeciej Europy» (1937—1938) (pol.), [dostęp 2009-12-30].
- Podstawski M., Jugosławia i Środkowa Europa — od pomysłów federacyjnych w wieku XIX do planów federacyjnych po II wojnie światowej (pol.), [dostęp 2009-12-12].
- Sęk A., Edvard Beneš kontra gen. Władysław Sikorski (pol.), [dostęp 2005-06-23].